# Olympas
Olympas (aussi appelé Olympias) est un chrétien mentionné dans l'Épître aux Romains. Témoin oculaire de Jésus, il aurait subi le martyre à Rome aux côtés de Pierre et Paul.

## Biographie
Olympas serait l'un des septante disciples, mentionnés dans l'Évangile selon Luc, envoyés par Jésus pour répandre la Bonne Nouvelle. Selon la Tradition, il fut un compagnon de Pierre dans l’évangélisation de la ville de Rome et fut institué, par ce dernier, évêque de Philippes.
Vers l'année 64, il fut arrêté à Rome et souffrit les tourments du martyre aux côtés de Pierre et Paul, avant d'être décapité.

## Calendrier liturgique
Olympas est célébré par les églises chrétiennes le 10 novembre.